# Nacionalni park Kornati
Nacionalni park Kornati čini veći dio grupe otoka Kornati u hrvatskom dijelu Jadrana u srednjoj Dalmaciji, zapadno od Šibenika, u Šibensko-kninskoj županiji.

## Opis
Nacionalnim parkom je proglašen 1980. i tada je stavljen pod zaštitu. Ukupna površina parka je oko 220 km² a sastoji se od 89 otoka, otočića i hridi. Od površine parka, samo oko 1/4 je kopno, dok je preostali dio morski ekosustav.
Obiluje prirodnim i kulturnim posebnostima. Okomite litice "krune" kornatskih otoka okrenute prema otvorenom moru najpopularniji su fenomen ovoga parka. One su i staništa rijetkih vrsta.
Svijet kornatskoga podmorja otkriva pak neke druge zadivljujuće priče. A dobro je znati i to da je kopneni dio Parka u privatnom vlasništvu.

## Otoci parka
Popis:
- Aba V.
- Arapovac
- Babina Guzica
- Balun
- Bisaga
- Bisaga
- Blitvica
- Borovnik
- Šilo Malo (Crnikovac)
- Desetinjak
- Destinjak Donji
- Desetinjak Gornji
- Dragunarica/Dragunarica Mali ?
- Dragunara/Dragunarica Veli
- Garmenjak Veli
- Golić/Bisaga Mala
- Gominjak
- Garmenjak Mali (Grego)
- Gustac
- Gustac
- Jančar
- Kalafatin
- Kalafatin? (Hrid Kamičić)
- Kalafatin Donji?
- Kalafatin od Gustaca? (Hrid Gizela)
- Kalafatin od Piškere?
- Kalafatin od Ropotnice?
- Kasela
- Kaselica
- Klobučar
- Koritnjak
- Kornat
- Kurba Vela
- Lavsa
- Levrnaka
- Lucmarinjak
- Lunga
- Mana
- Maslinjak
- Mrtenjak
- Mrtvac
- Obručan M.
- Obručan V.
- Okjuč
- Opuh Južni/Puh Gornji/Puh Južni
- Opuh Kameni/Kameni Puh
- Opuh Vodeni/Vodeni Puh
- Puh/Opuh/Zmorašnji
- Oršjak (Krpejina)
- Panitula M.
- Panitula V.
- Piškera (Jadra)
- Plešćina
- Prduša Vela
- Prišnjak V. (Crnikovac)
- Prišnjak Mali
- Purara Mala?
- Purara
- Rašip Veliki
- Rašip Mali
- Rašipić
- Samograd
- Sika Ravna
- Sikica Donja?
- Sikica Gornja?
- Sikica Plitka?
- Skrižanj Mali
- Skrižanj Veli
- Smokvica Mala
- Smokvica Vela
- Smokvenjak
- Strižnjak
- Sušica
- Svršata Vela
- Svršata Mala
- Šilo
- Škanj Mali
- Škanj Veli
- Škuj
- Tovarnjak (Prišnjak)
- Veseljuh
- Vodenjak
- Prduša Mala
- Vodenjak Mali (Žakanac)
- Volić Hr.
- Vrtlić
- Zornik
- Žakan Kameni
- Žakan Ravni

### Sestrinski projekti
|  | Zajednički poslužitelj ima stranicu o temi Kornati    |
|  | Zajednički poslužitelj ima još gradiva o temi Kornati |

### Mrežne stranice
- Nacionalni park Kornati
- Odluka o prostornom planu